# Сосновый Бор (Вологодская область)
Сосновый Бор — деревня в Белозерском районе Вологодской области.
Входит в состав Шольского сельского поселения, с точки зрения административно-территориального деления — в Шольский сельсовет.

## География
Расположена на правом берегу реки Шолы. Расстояние по автодороге до районного центра Белозерска — 104 км, до центра муниципального образования села Зубово — 4 км. Ближайшие населённые пункты — Гаврино, Зубово, Митино.

## История
В 1966 г. указом президиума ВС РСФСР поселок ремонтно-технической станции переименован в Сосновый Бор.

## Население
| 2010 |
| ---- |
| 4    |